# Площадь Ленина (Великие Луки)
Площадь Ленина — главная площадь города Великие Луки. Расположена в центре города на правом берегу реки Ловать. Названа в честь советского политического и государственного деятеля Владимира Ильича Ленина.

## История
Площадь для хлеба и овощей в начале XIX века получила название Торговая площадь. В начале XX века также именовалась Троицкой и Базарной, часть площади называлась Вознесенской. В марте 1919 года названа Советской. 10 мая 1920 года площадь была названа именем Карла Маркса, а 8 февраля 1924 года получила свое современное название.

## Объекты

### Здания
- Дом Советов (пл. Ленина, 1) — здание окружного комитета партии и окрисполкома построено во второй половине 1930-х годов на месте снесенной Троицкой церкви. Здание было частично разрушено во время Великой Отечественной войны, восстановлено в 1947 году. После упразднения Великолукской области в 1957 году в здании разместился главный корпус Великолукского сельскохозяйственного института. С 2012 года в здании располагается администрация города[1].
- Гостиница «Юбилейная» (пл. Ленина, 2) — построена в 1967 году на месте снесенного здания бывшего окружного суда[2].
- Детская музыкальная школа № 1 имени М. П. Мусоргского (пл. Ленина, 3) — построена в 1976 году в южной части площади, на месте бывшего пожарного депо[3].

### Достопримечательности
- Фонтан «Колос» — первый цветной фонтан в городе. Расположен в сквере с восточной стороны площади. Автор А. К. Логинов. Открыт 1 мая 1949 года. В начале 1970-х годов заменен на фонтан, перенесенный с площади Александра Матросова[4].
- Бюст М. П. Мусоргского — установлен в сквере перед зданием музыкальной школы. Торжественное открытие состоялось 13 мая 1993 года. Скульптор В. Х. Думанян[5].
- Часовня Святого Благоверного князя Александра Невского — построена в 1996 году в западной части площади, на берегу реки Ловать. Воссоздана на новом месте по образцу часовни, находившейся ранее на Вознесенской площади возле пожарного депо[6].
- Стела «Город воинской славы» — установлена в центре площади в 2010 году в честь присвоения городу Великие Луки почётного звания «Город воинской славы». Торжественное открытие памятника состоялось 17 июля 2010 года.

### Снесенные и уничтоженные объекты
- Церковь Святой Живоначальной Троицы — каменная церковь сооружена на берегу реки Ловать в первой половине XVIII века на месте старой деревянной церкви. 21 февраля 1930 года на основании протокола заседания Великолукского окрисполкома № 42 здание Троицкой церкви было передано Великолукскому городскому Совету для использования. В 1935 году, в связи со строительством Дома Советов, Троицкая церковь была снесена[7].
- Часовня Святого Благоверного князя Александра Невского — изготовлена из чугуна и установлена на Вознесенской площади в 1881 году. Уничтожена в 1918 году[8].
- Окружной суд — трёхэтажное здание в северной части площади построено в 1866 году. Снесено в первой половине 1950-х годов. На его месте построена гостиница «Юбилейная».
- Пожарное депо — построено в 1883 году. Каланча сооружена в 1887 году. Здание сильно пострадало во время войны. Снесено в 1950-х годах.
- Торговые ряды — находились в центре площади. Разобраны в 1930-х годах.
- Бюст Карла Маркса — установлен в 1919 году на месте разрушенной часовни. Просуществовал недолго, поскольку был сделан из недолговечного гипса[9].
- Памятник В. И. Ленину — самый первый памятник Ленину в Великих Луках. Изготовлен из бронзы в Главных железнодорожных мастерских. Установлен и торжественно открыт 7 ноября 1928 года на месте бывшей часовни. Скульптор М. Г. Манизер. Памятник уничтожен оккупантами во время войны. По некоторым данным, вывезен в Германию для переплавки[9].
- Бывший дом священника Троицкого монастыря — построен в 1837 году на берегу реки Ловать. В начале 1950-х годов пострадавшее во время войны здание было восстановлено и в нём разместился Великолукский краеведческий музей. В 1989 году музей был закрыт, а здание позже снесено. С 1992 года все фонды старого краеведческого музея находятся в здании Музея боевой комсомольской славы имени А. Матросова[10].

## Транспорт
Остановка «Площадь Ленина» на улице Некрасова:
- Автобус № 15
- Маршрутное такси № 3, 14, 19

Остановка «Площадь Ленина» на проспекте Ленина:
- Автобус № 2, 6, 9 104, 110
- Маршрутное такси № 1, 1а, 2б, 4, 4б, 5, 11, 12, 12а, 19, 26, 59